# Чакна
Чакна або чаакна — це гостре рагу (стью), яке походить з Індії.
Їжа готується з козячого рубця, кішок та інших частинок травної системи тварин. Вона поширена серед мусульман Хайдарабаду. У всіх інших районах Індії чакна означає закуски, які можна споживати з алкогольними напоями. До складу рубця також входять шматочки печінки і нирок В Індії їжу споживають із спиртними напоями.